# Pachites
Pachites es un género de orquídeas de hábito terrestre. Presenta dos especies: Pachites appressa y Pachites bodkinii.
Este género se compone  sólo de especies terrestres endémicas del sur de África, son muy raras.  Por lo general viven en zonas de suelos arenosos y con buen drenaje, en medio de los arbustos, y florece en abundancia después de los incendios ocasionales. 

## Descripción
Pachites crece de un tubérculo que  origina tallos delicados o sólidos, con pocas hojas lineales.  La inflorescencia no se ramifica y lleva muchas flores  separadas o densas no resupinadas, con sépalos y pétalos estrechos y similares, confiriendo un aspecto actinomorfa a las flores. El labio es similar a otros segmentos, o ligeramente lobulado.  Nada se sabe sobre la forma de polinización de este gênero. La columna es muy alargada y contiene dos polinias con dos viscidios separados.

## Taxonomía
El género fue descrito por John Lindley   y publicado en The Genera and Species of Orchidaceous Plants 301. 1835.
Etimología
El nombre de este género proviene de la palagra griega pachys = gruesa, en referencia a esta calidad de la columna de sus flores.